# Industrie- und Handelskammer zu Leipzig

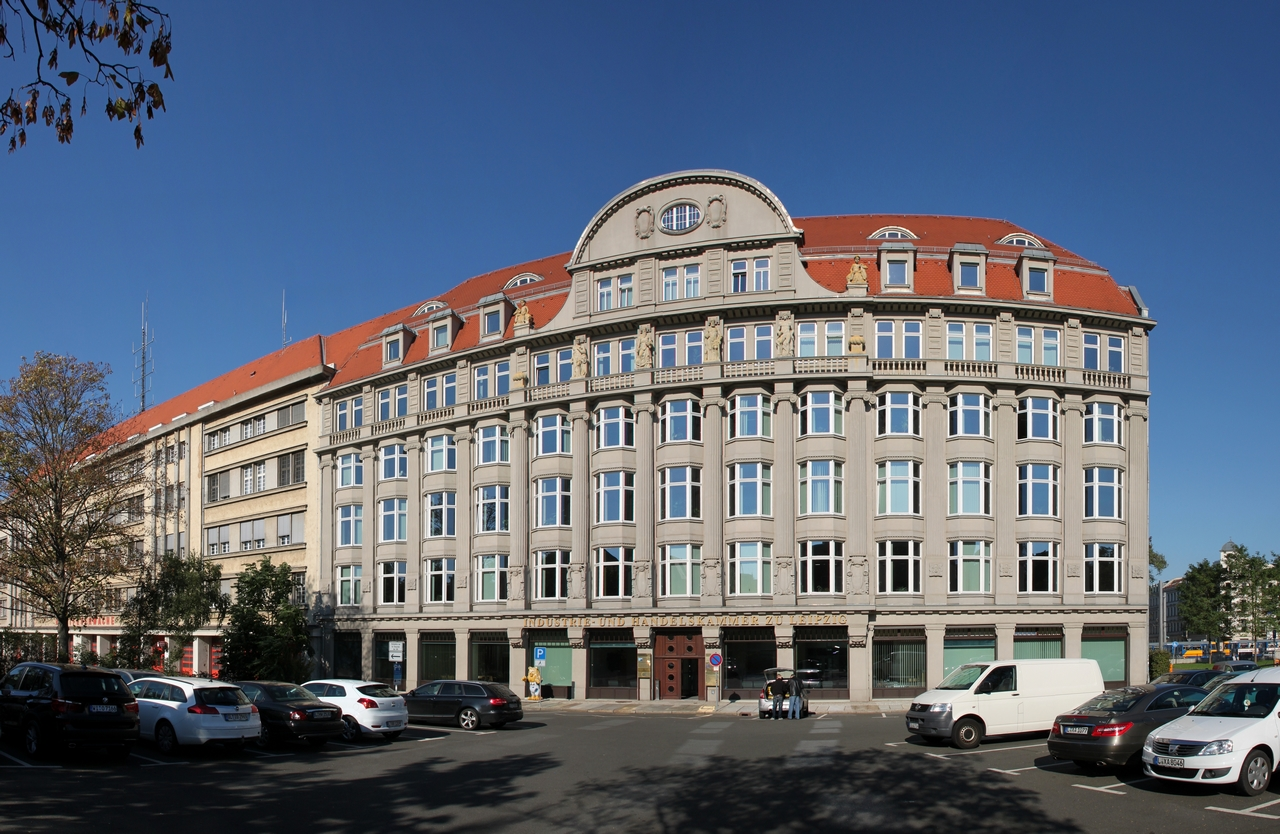
Hauptsitz der IHK Leipzig im denkmalgeschützten Haus (erbaut 1903) Goerdelerring 5 in Leipzig

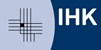
Logo der IHK zu Leipzig

Die Industrie- und Handelskammer (IHK) zu Leipzig betreut die gewerblichen Unternehmen der Region Leipzig. 

## Sitz
Der Hauptsitz befindet sich in Leipzig am Goerdelerring 5. In den Städten Borna, Delitzsch, Grimma und Torgau ist die IHK mit jeweils einem Regionalbüro und in Oschatz mit einem Servicebüro vertreten.

## Organisation
Der ehrenamtliche Präsident der IHK zu Leipzig ist seit dem 21. Juni 2016 Kristian Kirpal. Das Hauptamt wird durch den Hauptgeschäftsführer Thomas Hofmann geleitet.
Die IHK zu Leipzig vertritt die Gesamtinteressen von etwa 67.000 kammerzugehörigen Unternehmen im IHK-Bezirk Leipzig (Stadt Leipzig, Landkreis Nordsachsen, Landkreis Leipzig). In allen Unternehmenslagen, von Gründung über Expansion und Krisenbewältigung bis hin zur Nachfolgeregelung, ist die IHK erster Ansprechpartner für Industrie, Bau und Landwirtschaft, Handel, Verkehr und Logistik, Dienstleistungen sowie Gastronomie und Tourismus. Sie setzt sich für einen gesunden und zukunftsfähigen Wirtschaftsraum ein und versteht sich deshalb nicht nur als praxisorientierter Unternehmensdienstleister, sondern auch als kritischer Partner der Politik.
Als öffentlich-rechtliche Körperschaft nimmt die IHK zu Leipzig, neben gewerblicher Interessenvertretung und freiwilligen Serviceaufgaben, öffentliche Pflichtaufgaben wahr. Hierzu zählt unter anderem die Organisation und Überwachung der beruflichen (Aus-)Bildung einschließlich der Prüfungen.
Die Arbeit der IHK wird durch die Vollversammlung, das von den Mitgliedern demokratisch gewählte „Unternehmerparlament“, bestimmt. Sie entscheidet über Fragen, die für die kammerzugehörige gewerbliche Wirtschaft von grundsätzlicher Bedeutung sind. 
Dies erfolgt, um die Gesamtwirtschaft zu fördern und dabei wirtschaftliche Interessen einzelner Gewerbezweige abwägend und ausgleichend zu berücksichtigen. Im Jahr 2021 gab es für die IHK Wahl 96 Wahlvorschläge, für 59 Vollversammlungssitze.

## Geschäftsfelder
Die inhaltlich-thematische Arbeit gliedert sich in sechs Geschäftsfelder:
- Standortpolitik
- Existenzgründung und Unternehmensförderung
- Aus- und Weiterbildung
- Innovation und Umwelt
- International
- Recht und Steuern

## Geschichte
Erstmals  wurde am 2. August 1862 eine Kammer als Interessenvertretung der Handels- und Gewerbetreibenden gegründet. Rechtsgrundlage dieser Handels- und Gewerbekammer Leipzig war das sächsische Gewerbegesetz vom 15. Oktober 1861.
Nach der Machtergreifung der Nationalsozialisten wurde 1933 die Kammer gleichgeschaltet und das Führerprinzip eingeführt. Der Leiter der Kammer wurde nun durch Reichswirtschaftsministerium ernannt und benannte seinerseits die Kammermitglieder. Die Selbstverwaltung der Wirtschaft war damit abgeschafft. Zum 31. März 1935 wurden separate Handwerkskammern gebildet. am 20. April 1942 wurde die Industrie- und Handelskammer aufgelöst und in eine Zweigstelle der Gauwirtschaftskammer Sachsen umgewandelt.
Auch nach dem Krieg in der SBZ wurde die Selbstverwaltung nicht wieder hergestellt. Am 31. Januar 1946 wurde die Industrie- und Handelskammer Sachsen gebildet. Die Mitglieder wurden von der Landesverwaltung Sachsen ernannt. 1953 ging diese in der Industrie- und Handelskammer der DDR auf. In den Kreisen, also auch in Leipzig bestanden Zweigstellen. Nach der Wende wurden erneut Industrie- und Handelskammern gebildet. In Leipzig entstand so die Industrie- und Handelskammer Leipzig am 8. März 1990 neu.

## Personen

### Vorsitzende bzw. Präsidenten
- Heinrich Poppe (1862 bis 1865)
- Edmund Becker (Unternehmer) (1865 bis 1875)
- Rudolf Wachsmuth (1875 bis 1890)
- Alfred Thieme (1890 bis 1896)
- Gustav Zweininger (1897 bis 1910)
- Albert Bolte (1931 bis 1933)